# Anoplius cleora
Anoplius cleora är en stekelart som först beskrevs av Banks.  Anoplius cleora ingår i släktet Anoplius och familjen vägsteklar. Inga underarter finns listade i Catalogue of Life.